# Mosaic de Kelenderis

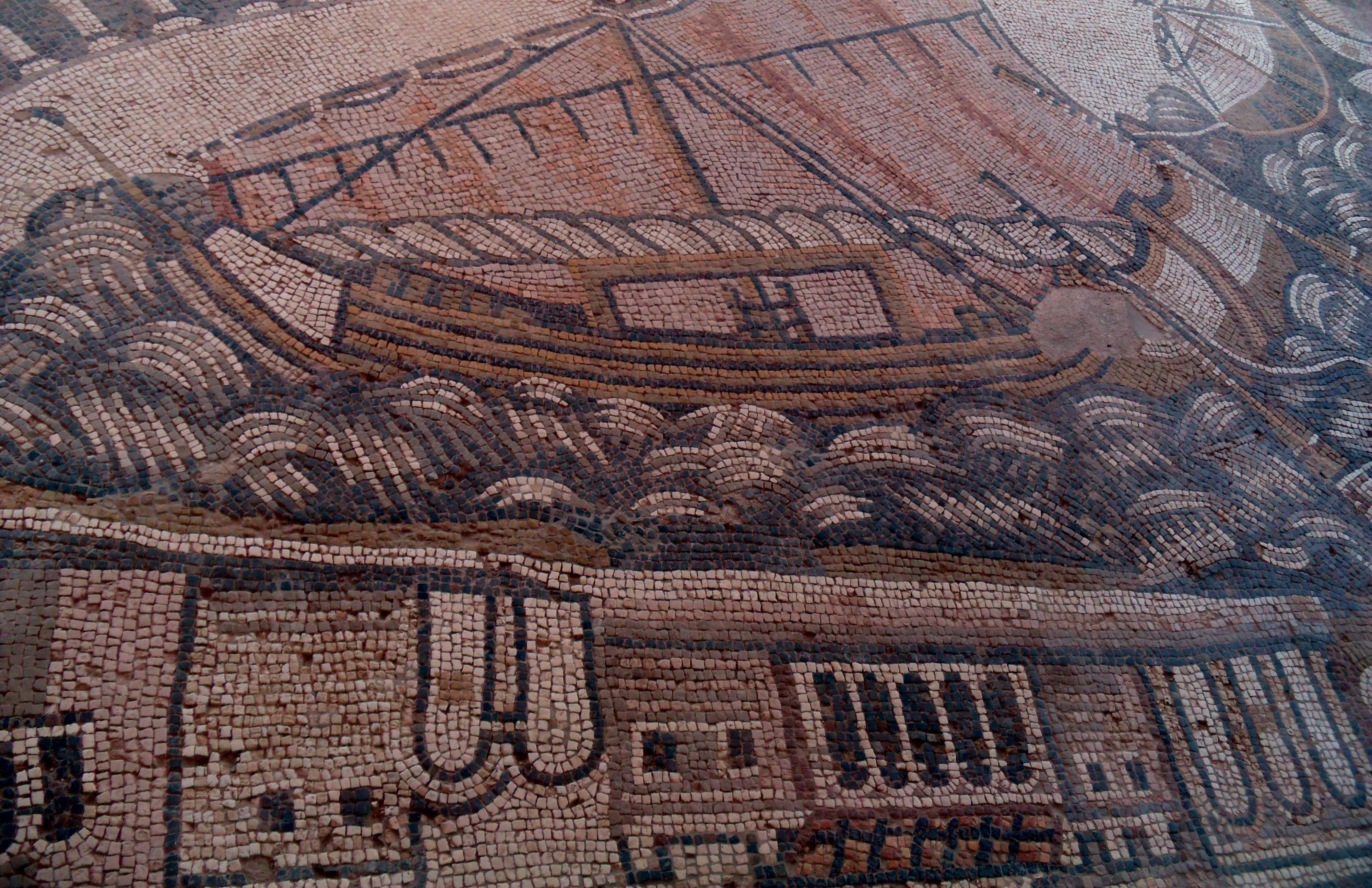
Detall del mosaic de Kelenderis o Aydıncık.

El mosaic de Kelenderis (també anomenat mosaic de Celenderis o mosaic d'Aydıncık ) és un mosaic pavimental medieval de la localitat d'Aydıncık a Turquia.

## Geografia
El mosaic es troba a la localitat d'Aydıncık, ilçe (districte) de la província de Mersin a 36° 08′ 36″ N, 33° 19′ 24″ E / 36.14333°N,33.32333°E . Està lleugerament a l'oest de l'antic port en un lloc conegut localment com Hanyıkığı ia uns 160 quilòmetres de Mersin. Avui, una petita ciutat, Aydıncık va ser un important port anomenat Kelenderis (en grec, Κελένδερις) a l'antiguitat, amb contacte marítim directe amb Xipre.

## Mosaic
El mosaic va ser descobert el 1992 pel professor Levent Zoroğlu de la Universitat de Selçuk i el seu equip quan s'excavaven les ruïnes circumdants.
Té una dimensió de 12 m X 3,2 m. Representa un port medieval, dos vaixells i una panoràmica de la ciutat tal com era al segle V o VI, segons ho ha estimat el professor Zoroğlu, és a dir en el període romà d'Orient primitiu. Poden observar-se edificis com el castell, la casa de banys o la taverna, decorat amb figures geomètriques, encara que no hi ha representació de figures humanes, animals o vegetals. El mosaic podria ser una mena de mapa urbà per als navegants que desembarquessin a la ciutat.